# Tosylgruppe

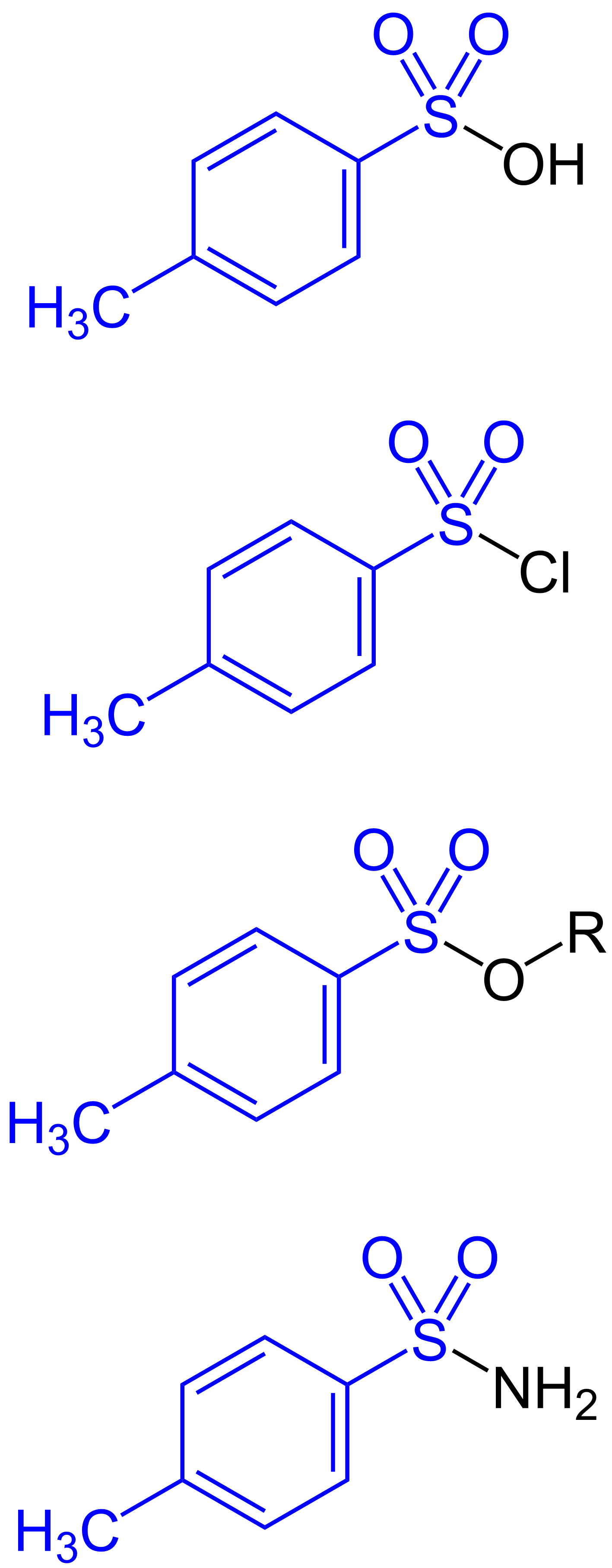
Struktur der blau markierten Tosylgruppe, in (von oben nach unten) p-Toluolsulfonsäure, Tosylchlorid sowie einem Ester und einem Amid der p-Toluolsulfonsäure

Als Tosylgruppe wird in der organischen Chemie der kovalent gebundene Rest CH3–C6H4–SO2– der p-Toluolsulfonsäure bezeichnet. Diese Gruppe findet sich in der p-Toluolsulfonsäure, den p-Toluolsulfonsäurehalogeniden (Beispiel: Tosylchlorid), den p-Toluolsulfonsäureestern (Tosylate), den p-Toluolsulfonsäureamiden (Toluolsulfonamide) und den p-Toluolsulfonsäurehydraziden. Ihr Name leitet sich von ihrer systematischen Bezeichnung p-Toluolsulfonyl ab. Die Tosylgruppe wird mit „Ts“, seltener und entgegen den IUPAC-Empfehlungen mit „Tos“ abgekürzt. Die Nosylgruppe und die Brosylgruppe sind strukturell verwandt mit der Tosylgruppe.
Die Tosylgruppe darf nicht mit den Tosylaten verwechselt werden, die Ester oder Salze der p-Toluolsulfonsäure sind.
Gemäß IUPAC bezieht sich die Bezeichnung Tosyl... nur auf die para-substituierte Verbindung. Aus diesem Grunde sind auch als Formelkürzel nicht p-Ts oder p-Tos zu verwenden.

## Eigenschaften
Die Tosylgruppe wirkt elektronenziehend, weshalb die zu Grunde liegende p-Toluolsulfonsäure eine starke Säure und die Tosylatgruppe eine gute Abgangsgruppe ist. Diese kann durch geeignete Nukleophile leicht unter Substitution aus dem Molekül abgespalten werden. Aus diesem Grund sind Tosylverbindungen sehr reaktiv und besitzen eine begrenzte Lebensdauer. Diese kann durch Aufbewahrung in Abwesenheit von Nukleophilen (Beispiel: Wasser oder Alkohole) gesteigert werden.